# La doctrina del xoc
La doctrina del xoc (subtitulat: L'ascens del capitalisme del desastre, títol original en anglès The Shock Doctrine. The Rise of Disaster Capitalism) és un llibre de la periodista canadenca Naomi Klein, publicat en anglès el 2007. El llibre i la pel·lícula basada en aquest llibre, sostenen que les polítiques econòmiques de Milton Friedman i de l'Escola d'Economia de Chicago han aconseguit rellevància en països amb models de lliure mercat no pel fet de ser populars, sinó degut a l'impacte en la psicologia social amb desastres o contingències provocant que davant la commoció i la confusió es puguen fer reformes impopulars. Se suposa que algunes d'aquestes pertorbacions, com la Guerra de les Malvines, l'11 de setembre, el Tsunami de l'oceà Índic del 2004 a Indonèsia, o la crisi de l'huracà Katrina haurien sigut aprofitades amb la intenció de promoure l'aprovació d'una sèrie de reformes que en altres circumstàncies no hagueren estat acceptades pel poble.

## Sinopsi
El llibre té una introducció, un cos principal i una conclusió, que es divideixen en set parts, amb un total de 21 capítols.
En la introducció es mostra la història dels últims trenta anys de la doctrina de xoc econòmic que s'ha aplicat al voltant del món, des d'Amèrica del Sud en la dècada dels setanta fins a Nova Orleans després de l'huracà Katrina. Klein introdueix dos dels seus temes principals. 1) On els professionals de la doctrina de xoc tendeixen a cercar una pissarra en blanc on plasmar el seu ideal de crear economies de lliure mercat, cosa que inevitablement requereix normalment una violenta destrucció de l'ordre econòmic preexistent. 2) Les similituds entre la crisi econòmica i la doctrina original de la teràpia de xoc, una tècnica psiquiàtrica on es van aplicar xocs elèctrics als pacients amb malalties mentals.
Part 1, comença amb un capítol sobre psiquiatria i la teràpia de xoc, els experiments encoberts realitzats per la psiquiatra Ewen Cameron de connivència amb la CIA: va ser un èxit parcial en la distorsió dels pacients i regressió original de la personalitat, però ineficaç en el desenvolupament d'una millor personalitat de reemplaçament. Es fa un paral·lelisme amb la teràpia de xoc econòmic, inclosa una digressió sobre com els organismes governamentals s'aprofiten d'algunes de les lliçons apreses per a crear més tècniques de tortura. La tortura, segons Klein, sovint ha estat una eina essencial per a les autoritats que han aplicat les reformes agressives del mercat lliure. Es posa l'accent en aquesta afirmació al llarg del llibre. Ella suggereix que per raons històriques el moviment de drets humans ha retratat sovint la tortura sense explicar el seu context, la qual cosa ha fet que amb freqüència apareguen com a fets inútils de sadisme. El segon capítol presenta a Milton Friedman i la seua Escola d'Economia de Chicago. Klein el descriu com a líder d'un moviment compromès amb el lliure mercat amb les mateixes regulacions que abans de la Gran Depressió.
Part 2, analitza l'ús de la doctrina de xoc per a transformar les economies de Sud-amèrica en els anys setanta, centrant-se en el colp d'estat a Xile dirigit pel general Augusto Pinochet. S'estudia l'aparent necessitat que les polítiques impopulars associades a la teràpia de xoc amb el suport de la tortura.
Part 3, se centra en els intents d'aplicar la doctrina de xoc sense la necessitat de violència extrema en contra d'amplis sectors de la població. La teràpia de xoc lleu de Margaret Thatcher explica com es fa possible amb la Guerra de les Malvines, mentre que la reforma del mercat lliure a Bolívia ha estat possible gràcies a una combinació d'una preexistent crisi econòmica i el carisma de Jeffrey Sachs.
Part 4, on s'analitzen informes sobre la forma en què la doctrina de xoc es va aplicar a Polònia, Rússia, Sud-àfrica i les economies dels Tigres durant la crisi financera asiàtica de 1997.
Part 5, s'introdueix el complex capitalisme de desastres en el qual l'autora descriu com les empreses han après a traure profit de tals desastres. Explica com la mateixa gent passa fàcilment de llocs relacionats amb la seguretat i defensa dels organismes públics dels Estats Units a llocs en empreses lucratives.
Part 6, es discuteix què ha passat a l'Iraq després de la invasió de 2003, cosa que Klein descriu com la més complexa doctrina de xoc amb una plena realització que mai mai s'ha intentat.
Part 7, parla dels guanyadors i dels perdedors de la teràpia de xoc econòmic, de com reduïts grups sovint fan molt bé el seu treball movent-se en luxosos barris privats, mentre que grans sectors de la població es queden amb la decadència de la infraestructura pública, la disminució dels ingressos i l'augment de la desocupació.
En la conclusió no es recapitula sobre la resta del llibre, sinó que es parla de la reacció en contra la doctrina del xoc i sobre les institucions econòmiques que es propaguen igual que el Banc Mundial i el FMI. Amèrica del Sud i el Líban després de 2006 es van centrar com a fonts de notícies positives en la qual els polítics ja estan retardant reformes de lliure mercat, amb algun esment de la campanya de la comunitat d'activistes a Sud-àfrica i Xina.